# 德里亞諾沃高地

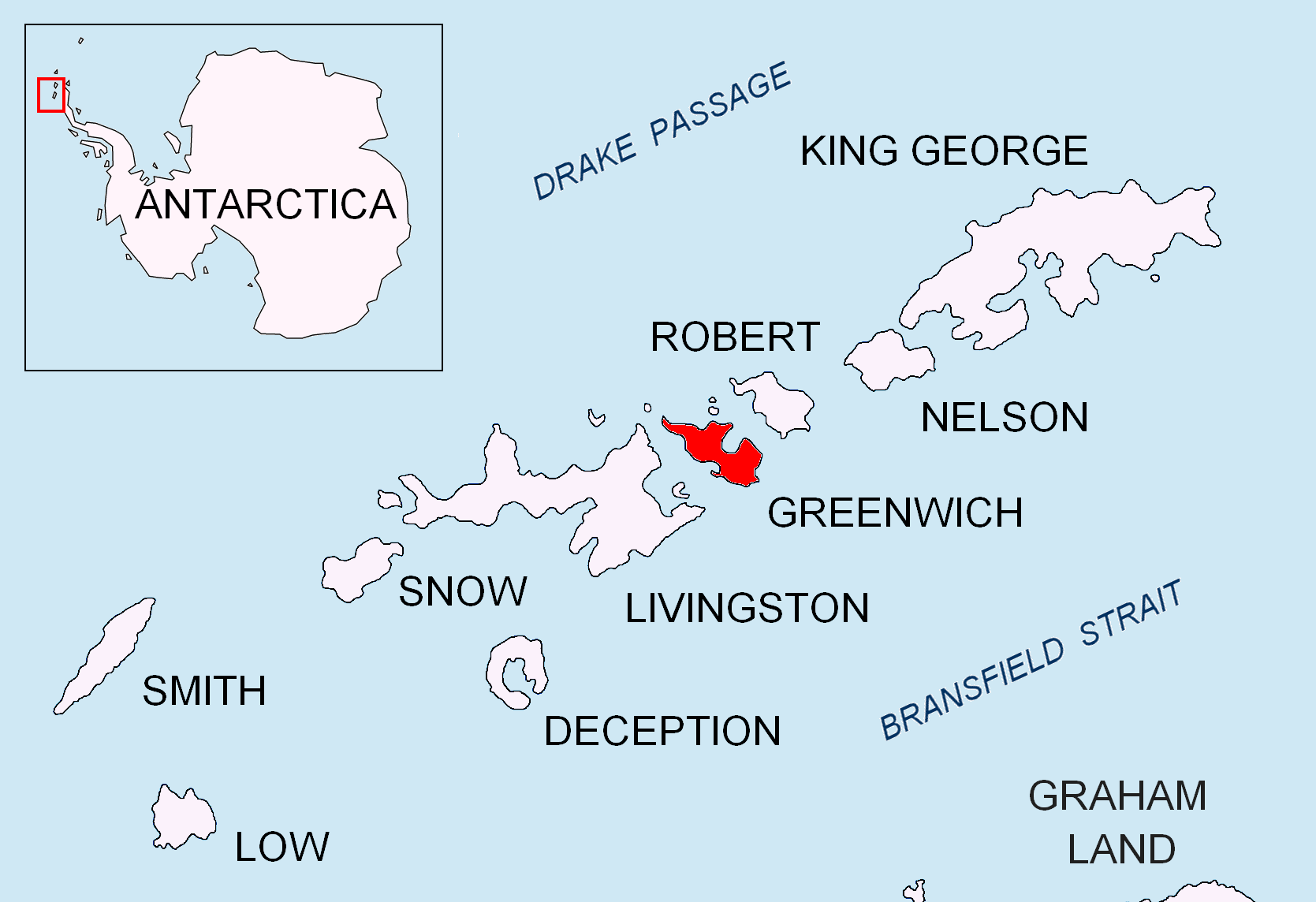

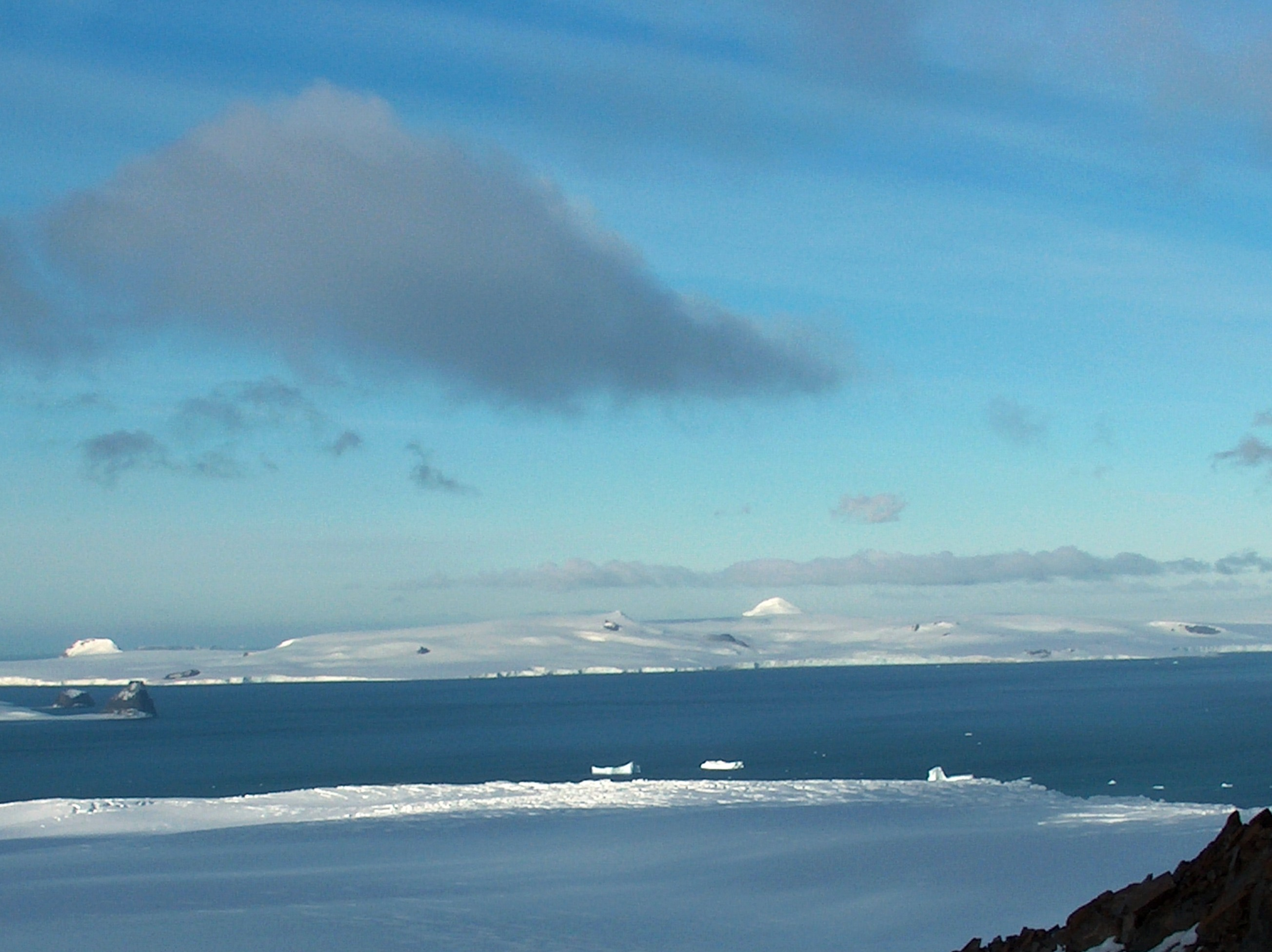

德里亞諾沃高地（英語：Dryanovo Heights）是南極洲的高地，位於南設得蘭群島中格林尼治島西北部，長13公里、寬7公里，海拔高度520米，以保加利亞的城鎮命名。

## 外部連結
- SCAR Composite Gazetteer of Antarctica（页面存档备份，存于）.